# HD 307
HD 307 — звезда в созвездии Феникса на расстоянии около 398 световых лет от нас.

## Характеристики
HD 307 — звезда 8,198 величины, невидимая невооружённым глазом. Впервые в астрономической литературе она упоминается в каталоге Генри Дрейпера, изданном в начале XX века. Это жёлто-белый карлик, имеющий массу, равную 1,32 массы Солнца. Возраст звезды оценивается приблизительно в 3,6 миллиарда лет. Планет в данной системе пока обнаружено не было.